# Stakingsrecht

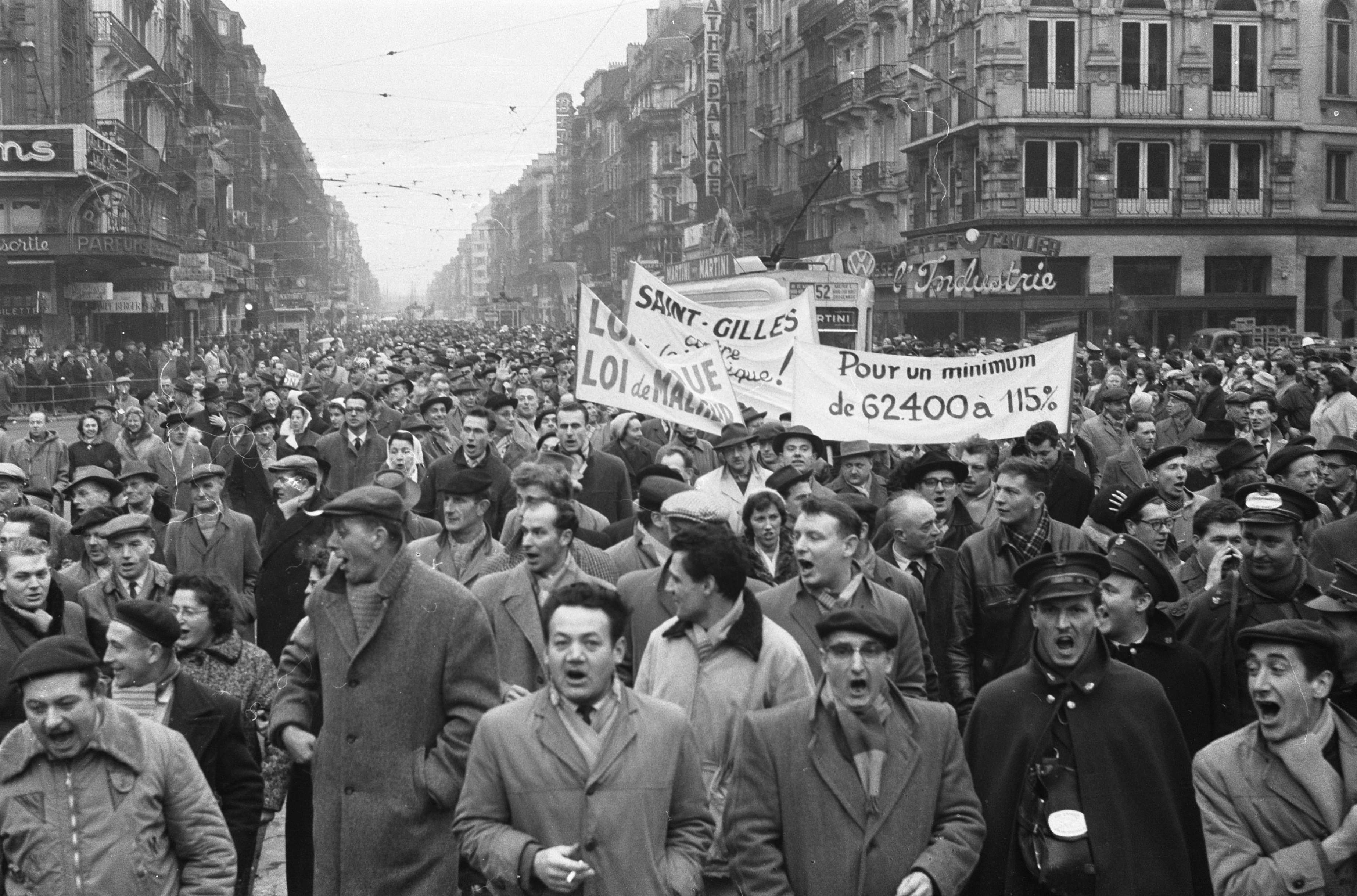
Betogers tijdens de 'staking van de eeuw', de Belgische algemene staking van 1960–1961.

Het stakingsrecht is het recht om te staken. Het vloeit voort uit de vrijheden van vereniging en vergadering. Het Internationaal Verdrag inzake economische, sociale en culturele rechten, een VN-verdrag uit 1967, beschermt onder andere het stakingsrecht. Het Europees Sociaal Handvest uit 1961 erkent eveneens het recht om te staken. Voor de erkenning van het stakingsrecht was deelnemen aan een staking in veel landen strafbaar. Absoluut is het stakingsrecht niet; het moet gebeuren in overeenstemming met de wetten van het land en het kan worden beperkt op grond van overwegingen van openbare orde of onevenredige schade. Het stakingsrecht houdt ook in dat men niet gedwongen mag worden om te staken.

## Situatie per land

### België
Er bestaat geen uitdrukkelijke wettelijke erkenning van het stakingsrecht in de Belgische wetgeving. Toch wordt het stakingsrecht in België erkend en beschermd, enerzijds op basis van internationale verdragen, anderzijds op basis van een uitspraak van het Hof van Cassatie uit 1981. Verschillende wetten behandelen wel de voorwaarden en omstandigheden van een staking. In 2020 en 2022 zijn stakers correctioneel veroordeeld voor kwaadwillige belemmering van het verkeer.

### Nederland
In de Nederlandse wetgeving is het stakingsrecht niet terug te vinden. Het is gebaseerd op het Europees Sociaal Handvest. Beperking van het stakingsrecht is enkel mogelijk als het dringend noodzakelijk is, omdat de bescherming van rechten en vrijheden van anderen en de bescherming van de openbare orde, de nationale veiligheid, de volksgezondheid of de goede zeden noodzakelijk is. Op 19 juni 2015 heeft de Hoge Raad uitgesproken dat twee eerdere regels niet meer gelden: een staking hoeft geen 'laatste middel' te zijn en hoeft niet meer tevoren te worden aangekondigd.